# جستجو ۲
جستجو ۲ فیلمی ایرانی به کارگردانی امیر نادری و محصول سال ۱۳۶۰ است که برای تلویزیون ایران ساخته شد اما نمایش داده نشد.

## عوامل فیلم
- کارگردان: امیر نادری
- تدوین: بهرام بیضائی